# Therese Simonsson
Therese Simonsson, född 3 maj 1998, är en svensk fotbollsspelare som bland annat spelat för AIK. 2024 spelar Simonsson för den schweiziska klubben Servette FC Chênois Féminin. 

## Karriär
Simonsson är född på Danderyds sjukhus och uppvuxen i Ulriksdal i Solna. Hon fick sin fotbollsfostran i moderklubben Vasalunds IF där även seniordebuten skedde 2015. Därefter blev det 2016 spel i Älta IF i Nacka innan flytten gick till Uppsala och spel i IK Uppsala 2017. Även i Uppsala blev det bara en säsong för inför säsongen 2018 meddela AIK att man värvat Simonsson. I AIK blev det två säsonger och 29 mål på 51 matcher. När AIK misslyckades att avancera till Damallsvenskan 2019 värvade Umeå IK Simonsson inför sin Damallsvenska återkomst 2020. Därefter blev det spel i ytterligare en svensk klubb, nämligen Linköping FC, innan det 2022 blev dags att testa proffslivet utomlands. Det blev först en säsong i Spanien innan karriären fortsatte i Schweiz och Servette FC.